# Sabethes albiprivus
Sabethes albiprivus är en tvåvingeart som beskrevs av Theobald 1903. Sabethes albiprivus ingår i släktet Sabethes och familjen stickmyggor. Inga underarter finns listade i Catalogue of Life.